# 918 Itha
918 Itha је астероид главног астероидног појаса са пречником од приближно 20,44 .
Афел астероида је на удаљености од 3,402 астрономских јединица (АЈ) од Сунца, а перихел на 2,332 АЈ. 
Ексцентрицитет орбите износи 0,186, инклинација (нагиб) орбите у односу на раван еклиптике 12,053 степени, а орбитални период износи 1773,650 дана (4,855 године). 
Апсолутна магнитуда астероида је 10,70 а геометријски албедо 0,222.
Астероид је откривен 22. августа 1919. године.